# Carex paysonis
Carex paysonis là một loài thực vật có hoa trong họ Cói. Loài này được Clokey mô tả khoa học đầu tiên năm 1922.

## Hình ảnh

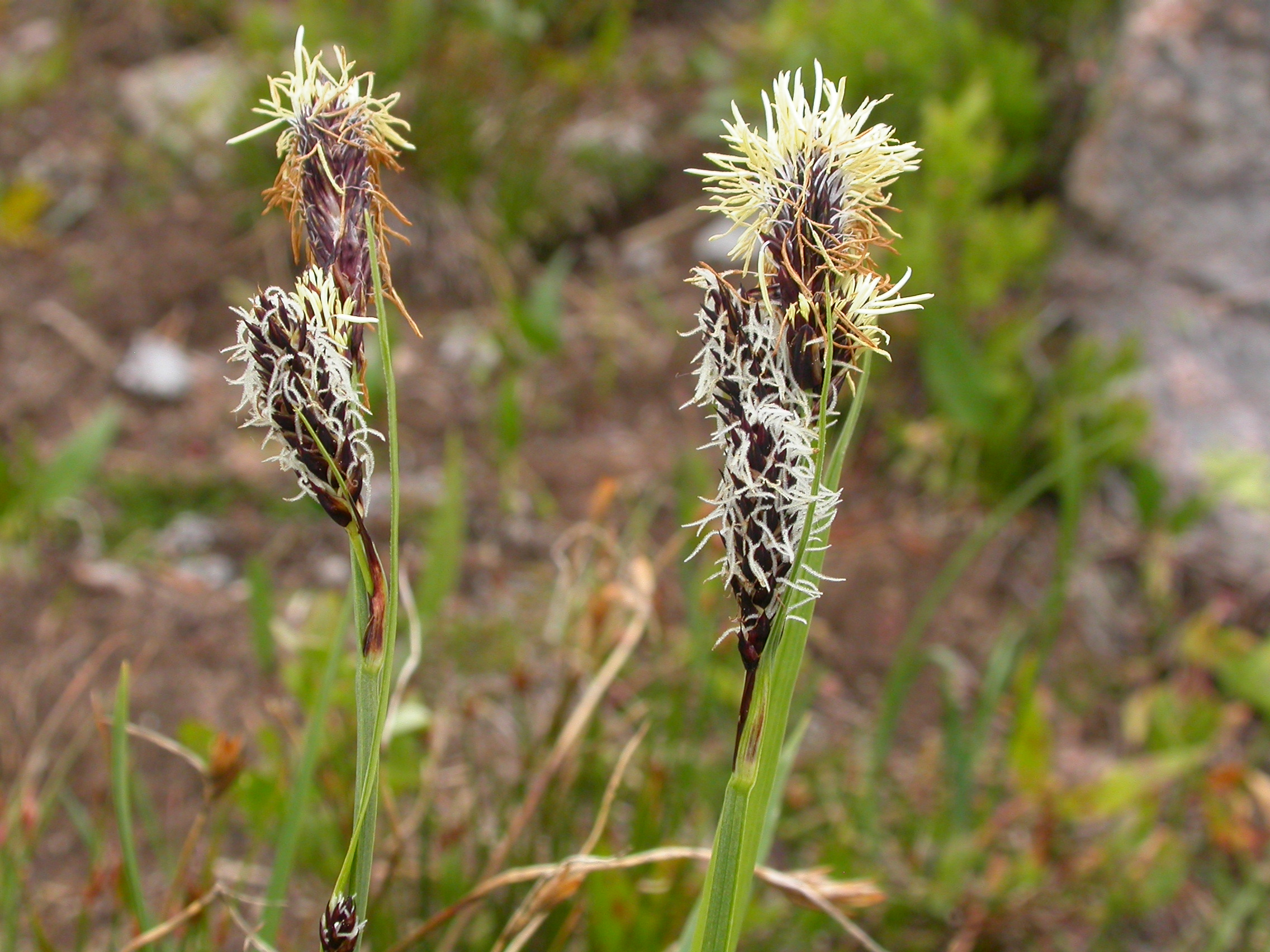
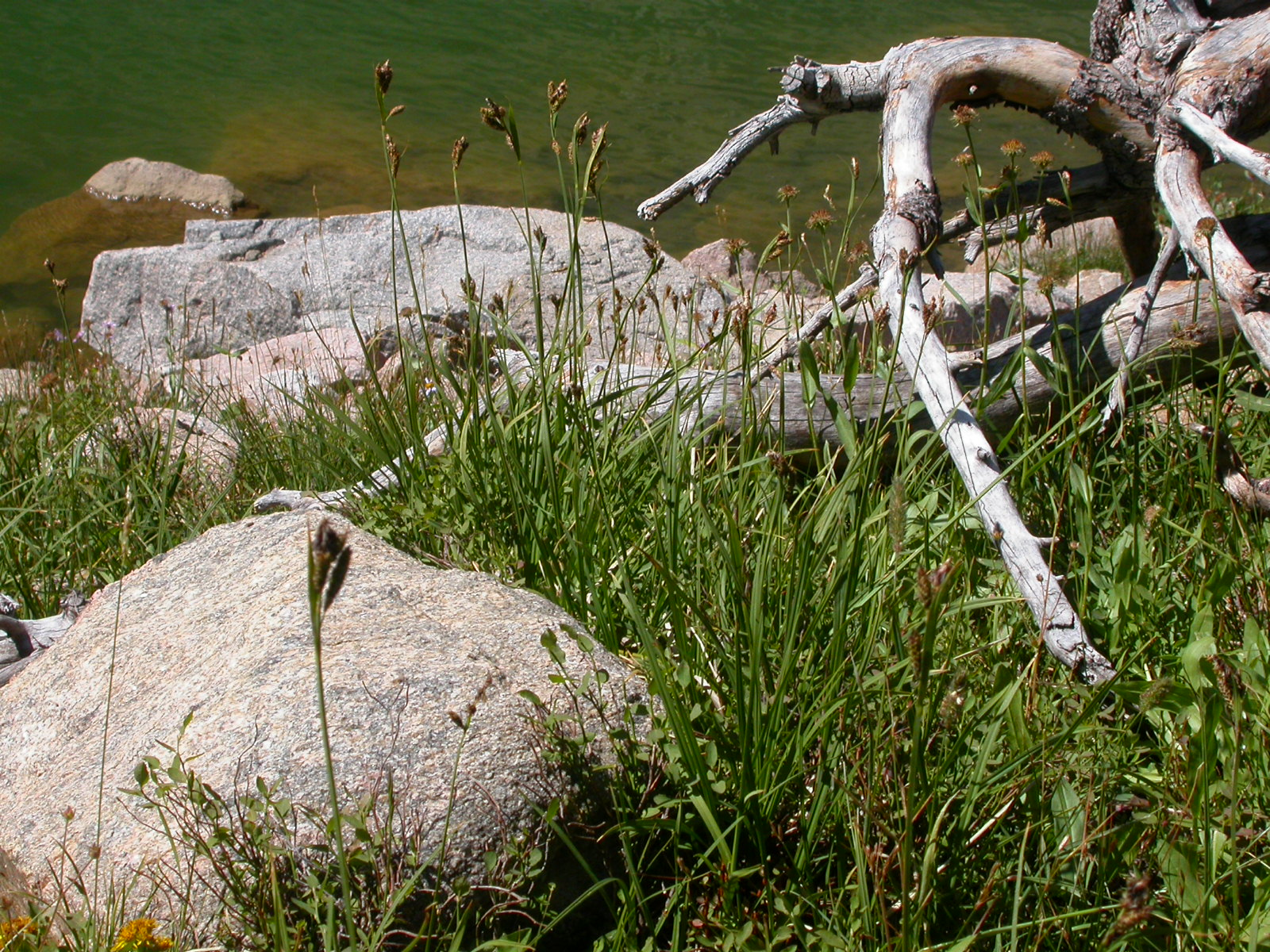
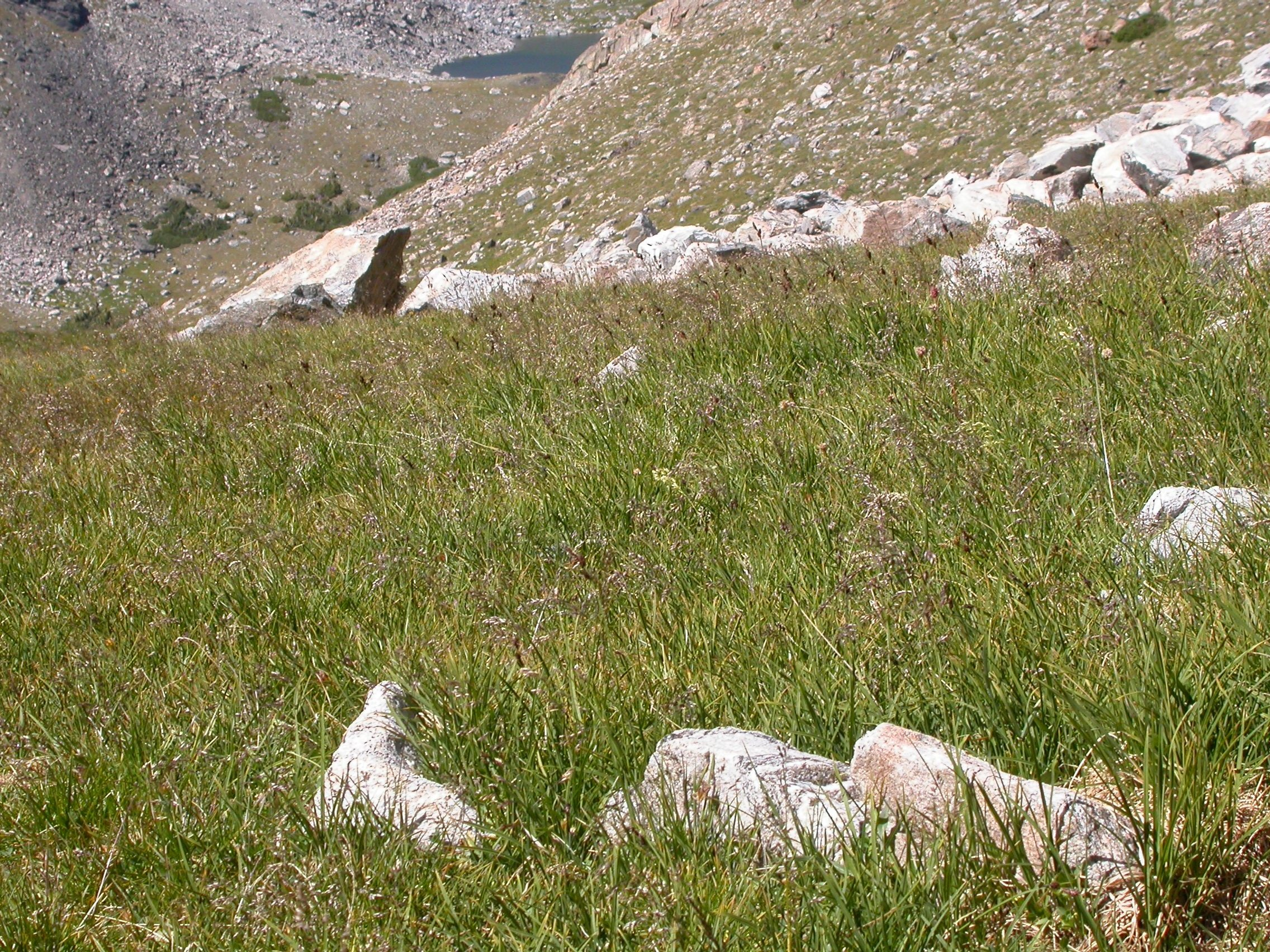
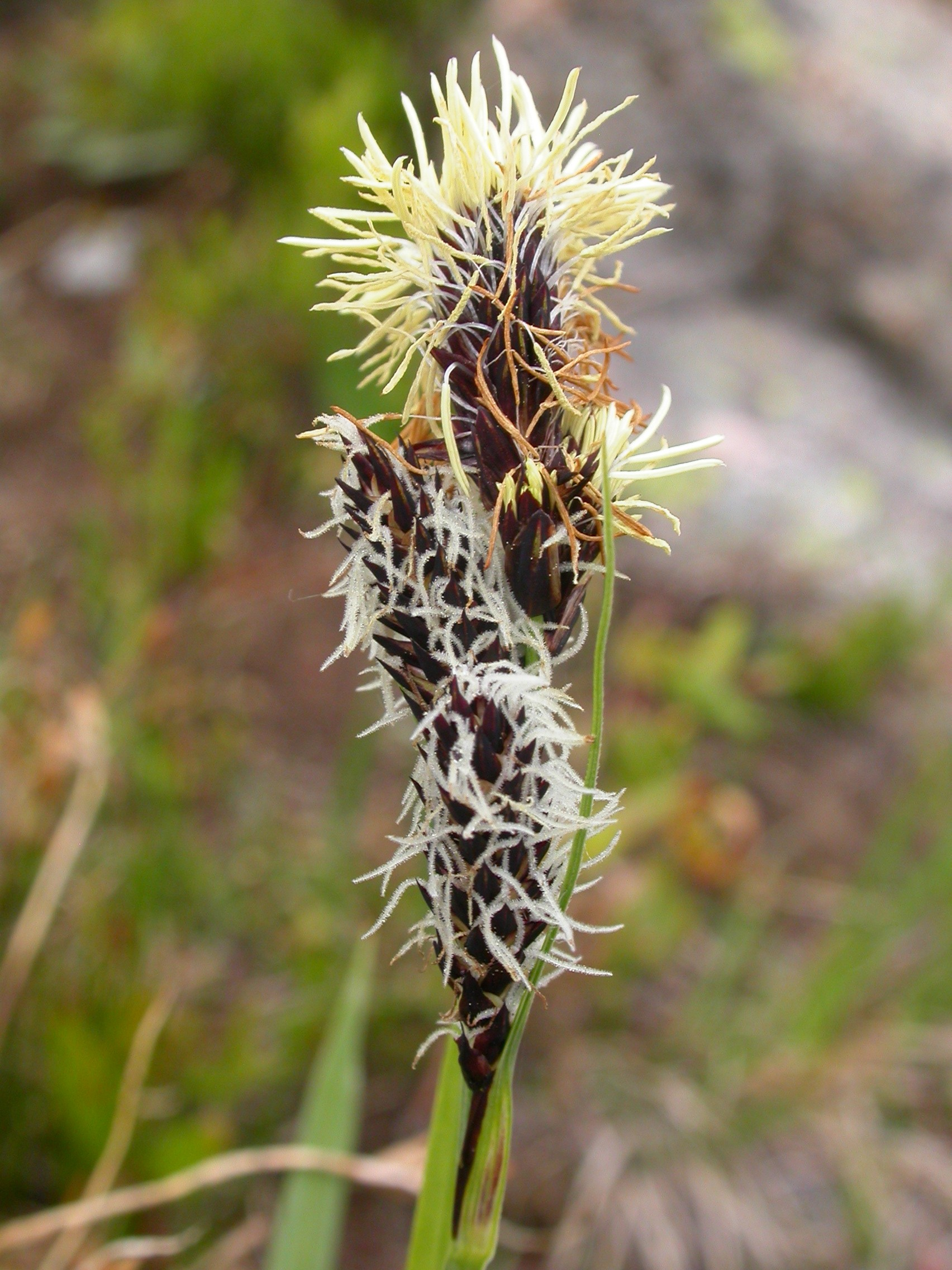